# 에리히 레트만
에리히 레트만(독일어: Erich Redman, 1964년 ~ )은 독일의 배우이다.

## 영화
- 대니쉬 걸 (2015년) - 수위 역
- 신데렐라: 트랩 오브 허 (2013년) - 뮬러 역
- 퍼스트 어벤져 (2011년) - 슈나이더 역
- 플라잉 스코츠맨 (2006년) - 군인 역
- 일루셔니스트 (2006년) - 라이너 백작 역
- 플라이트 93 (2006년) - 크리스찬 아담스 역
- 투 멘 웬트 투 워 (2002년) - 독일군 역
- 샬롯트 그레이 (2001년) - 독일군 역
- U-571 (2000년) - 독일군 역
- 라이언 일병 구하기 (1998년) - 독일군 역
- 저격자들 (1995년) - 리처드 역